# Hiram III
Hiram III was koning van Tyrus van ca. 551 - 532 v.Chr. Zijn naam wordt genoemd in een lijst van koningen van Tyrus in het werk van Flavius Josephus, die claimt deze uit Fenicische bronnen overgenomen te hebben. Hiram volgde zijn broer Merbal op, die overleed na vier jaar over Tyrus geregeerd te hebben. Aan het begin van zijn regering was Hiram een vazalkoning van de Babyloniërs, maar nadat Cyrus II in 539 de Perzische stammen verenigde en het Babylonische rijk veroverde, werd ook Tyrus automatisch deel van het Perzische Rijk, waardoor Hiram een vazal van de Perzen werd.